# Ritul Swedenborg
Ritul Swedenborg sau Ritul lui Swedenborg, înființat în 1773 de către marchizul de Thorn sub denumirea de Ritul Primitiv și Original al Masonerie Simbolice, se bazează pe viziunile din lumea de dincolo ale lui Emanuel Swedenborg, teolog suedez. Lucrările sale, care vor inspira acest rit se numesc Arcana Coelestia, De cultu et amore Dei (The Worship and Love of God) și De nova Hierosolyma (The New Jerusalem and Its Heavenly Doctrine). Ritul Swedenborg este de inspirație profund creștină. 
Ritul Swedenborg a fost reprezentat în România încă din anul 1883 de către Constantin Moroiu, care a primit de la John Yarker, Suveranul Mare Maestru Internațional al Ritului, o Patentă și o Chartă de constituire a Marelui templu a Ritului Swedenborgian pe teritoriul țării noastre. După 1920, acest Rit nu a mai fost practicat.
În primăvara anului 2010, Marea Lojă Națională Mixtă din România a primit o Patentă din partea lui Remi Boyer, conducătorul Ritului lui Swedenborg din Franța, ce îi permite să practice primele trei grade ale acestui Rit (ucenic teosof, companion teosof și maestru teosof), iar  Vlad Sauciuc a fost desemnat Mare Maestru Ad-Vitam al Marei Loji și a Marelui Templu de Rit Swedenborgian din România, care gestionează gradele superioare ale Ritului. În toamna aceluiași an, o recunoaștere similară a venit din Marea Britanie, autorizându-l să conducă Ritul lui Swedenborg și sub cupola Riturilor Pansophice ale Masoneriei Universale. 